# Le origini del totalitarismo
Le origini del totalitarismo è un saggio di Hannah Arendt, terminato nell'autunno del 1949 e pubblicato in prima edizione nel 1951, seguito da una seconda edizione nel 1966 che integra varie aggiunte e revisioni. Riconosciuto alla sua pubblicazione come la trattazione più completa del totalitarismo - e in seguito definito un classico dal The Times Literary Supplement - quest'opera viene considerata da molti un testo definitivo di teoria politica dei regimi totalitari, specificamente riguardo alle loro incarnazioni storiche del XX secolo ovvero lo stalinismo e il nazismo.
Una caratteristica che distingue questo saggio dagli altri principali trattati sull'argomento, è la scelta della Arendt di limitare la definizione di totalitarismo soltanto alle due esperienze storiche dello stalinismo e del nazismo, proponendo pertanto una definizione circoscritta del termine "totalitarismo" che esclude altre forme di regimi autoritari, dispotici o terroristici esistenti in altre parti del mondo.
La tesi centrale è che il totalitarismo è una forma politica radicalmente nuova, e sostanzialmente diversa dalle forme storicamente note di potere autoritario, come il dispotismo, la tirannide e la dittatura. Laddove ha preso il potere, infatti, il totalitarismo - diversamente dalle altre forme autoritarie - ha distrutto le tradizioni politiche e l'ordine sociale precedente. Il totalitarismo, secondo la Arendt, porterebbe all'estremo le caratteristiche della società di massa, tra cui l'isolamento e l'intercambiabilità degli individui. Il totalitarismo non pretende solo la subordinazione politica degli individui, ma invade e controlla anche la loro sfera privata. La missione del regime totalitario è sostituire la società esistente con una radicalmente nuova, e con una diversa forma di umanità. I sistemi totalitari, inoltre, perseguono sempre una politica estera apertamente diretta al dominio mondiale. L'essenza politica di questa nuova forma di governo è il terrore, e il suo principio di azione è il pensiero ideologico.

## Contenuto
È un'opera di grandi dimensioni (tra le 650 e le 750 pagine, a seconda delle edizioni) dalla struttura piuttosto complessa.
Si compone di tre parti: la prima parte tratta dell'antisemitismo - tematica che la Arendt aveva studiato a fondo già prima dell'avvento del nazismo - analizzando la storia europea del fenomeno nel primo e medio XIX secolo, e con una analisi, nel quarto capitolo, del caso Dreyfus; la seconda parte, comprendente i capitoli dal 5. al 9., tratta dell'imperialismo, analizzando varie tematiche tra cui l'espansione coloniale europea dal 1884 alla prima guerra mondiale, l'ascesa della borghesia, le forme di razzismo e varie teorie della razza, diversi tipi di nazionalismo e altre caratteristiche degli stati, osservando in particolare una tensione tra le istanze economiche della borghesia e le forma istituzionale dello stato nazionale e dei diritti umani; la terza e ultima parte (capitoli 10-13) tratta delle istituzioni e delle azioni dei movimenti totalitari, focalizzandosi sulle esperienze storiche della Germania nazista e dell'Unione Sovietica nel periodo staliniano, esaminando il fenomeno totalitario nelle diverse fasi, prima e dopo la presa del potere. L'ultimo capitolo (il tredicesimo) osserva specificamente due caratteristiche salienti che definiscono il totalitarismo, il ruolo dell'ideologia e l'uso del terrore.
L'autrice discute la trasformazione delle classi sociali in masse, il ruolo della propaganda nel mondo non totalitario (all'esterno della nazione come nella popolazione ancora non totalitarizzata) e l'uso del terrore, condizione necessaria a questa forma di governo.
La Arendt ritiene che l'atomizzazione sociale e l'alienazione degli individui, caratteristica tipica delle società contemporanee, costituisca il presupposto che rende possibile e favorisce l'instaurazione della forma di governo totalitaria. Osserva anche come il suddito ideale del regime totalitario non sia tanto l'individuo fanatico e ideologizzato, quanto piuttosto l'individuo conformista e passivo, laddove il totalitarismo stesso ha come presupposto, e favorisce, la riduzione dell'uomo a una sorta di macchina adatta a essere parte di un sistema di dominio totale.

## Antefatti
Le prime due parti, per complessivi nove capitoli, analizzano processi storici e l'evolversi di circostanze antecedenti la nascita dei regimi totalitari. In essi, la Arendt ricerca quei meccanismi economici, sociali e culturali che sono alla base dell'instaurarsi dei totalitarismi.

### L'antisemitismo
Nel primo capitolo, l'antisemitismo e il buon senso, la Arendt motiva la scelta di approfondire questa tematica, notando come l'antisemitismo abbia svolto un ruolo di catalizzatore per l'ideologia nazista e sia in seguito stato adottato da Stalin, mutuandolo proprio dal nazismo. Si interroga su questa coincidenza, ritenendola non casuale.
I capitoli successivi descrivono l'evoluzione storica dell'antisemitismo europeo, i meccanismi politici e le tematiche a esso sottostanti.
I banchieri ebrei furono da sempre prestatori eccellenti per lo stato nazionale: paradossalmente, furono loro a fornirgli i capitali necessari a permettere l'istituzione di monopoli e lotterie, con cui lo stato si affrancò dal bisogno di prestiti: nessun gruppo finanziario gentile aveva fiducia nelle capacità finanziarie degli stati. Verso la metà del XVIII secolo praticamente ogni corte aveva un proprio finanziatore ebreo, la cui influenza veniva sfruttata dalle piccole comunità ebraiche: attraverso quest'ultimo avevano un canale privilegiato per esprimere i propri problemi a corte, e questo contribuì a far sorgere un diffuso sentimento antiebraico tra i contadini gentili. Prestavano inoltre la loro fama e le loro conoscenze internazionali; la loro fitta rete di relazioni internazionali li rendeva pertanto sospettati di poter manovrare i singoli stati mediante una società segreta. Genericamente, poiché gli ebrei erano il solo gruppo sociale a poter essere identificato come “amico dello stato”, ogni classe o gruppo che fosse in tensione con quest'ultimo riversava il proprio odio verso l'ebreo.
Se questi sono dunque motivi di odio antiebraico, l'antisemitismo vero e proprio sarebbe nato in Prussia nel 1807, cioè subito dopo la sconfitta prussiana per mano dell'esercito di Napoleone Bonaparte con la battaglia di Jena. La successiva abolizione generalizzata dei privilegi, imposta da Bonaparte, ebbe come effetto un conflitto fra l'aristocrazia e lo stato, in cui gli aristocratici presero gli ebrei come bersaglio identificandoli come un "simbolo dello stato" - sebbene gli ebrei in realtà fossero stati i primi a essere danneggiati dall'abolizione dei privilegi. Ogni uomo politico (come del resto gli ebrei più ricchi) aveva, poi, ottimi motivi per ritardare l'assimilazione ebraica: i ricchi ebrei continuavano a essere “ebrei speciali” (e quindi potenti) per le loro comunità, mentre i politici potevano vantarsi di proteggere l'apparente cristianità dello stato e allo stesso tempo non concedevano privilegi agli ebrei poveri delle regioni riannesse alla Prussia dopo il congresso di Vienna del 1816.
La forma di antisemitismo più moderna del XIX secolo fu quella dei primi partiti e movimenti antisemiti in ambiente democratico. In particolare i movimenti, sfruttando la povertà generale della piccola borghesia - prodotta da spregiudicate avventure come quella della compagnia di Panama (e la correlata sfiducia nel classico sistema dei partiti) - ottennero vasta popolarità proclamandosi “al di sopra dei partiti, contro nobili e giudei” per sostituirsi allo stato nazionale. Ciò è confermato dalla loro riluttanza a diffondere l'antisemitismo nei partiti esistenti: non si voleva cacciare gli ebrei dal sistema politico, quanto piuttosto usare la permanenza degli ebrei nel sistema dei parti, e invocare la cacciata degli ebrei come leva e come pretesto per sostituire tutti gli apparati dei partiti tradizionali e la struttura dello stato nazionale.
Queste caratteristiche dell'antisemitismo politico ebbero la loro massima espressione in Austria, nel partito movimento liberale pangermanista Deutschnationale Bewegung, capeggiato da Georg von Schönerer. L'Impero austro-ungarico era stato sempre tormentato da differenze sociali tra le varie etnie, le quali avevano tutte buoni motivi per essere scontente del governo degli Asburgo. Utilizzando la consueta identificazione tra stato ed ebrei, Schönerer ebbe buon gioco nel raccogliere consenso invocando la cacciata degli ebrei e l'unificazione con la Germania (sebbene sopravanzato dai socialcristiani di Karl Lueger, che ottennero il consenso della destra tradizionale: Schönerer, infatti, fomentava anche pulsioni anticattoliche). Se in Austria l'apice dell'antisemitismo tradizionale si ebbe alla fine del XVIII secolo, in Francia fu invece prematuro: l'ebreo era perseguitato per retaggio dell'illuminismo, che in esso vedeva una figura chiave nell'appoggio all'aristocrazia; queste motivazioni arcaiche ne limitarono l'attrazione esercitata nel XX secolo.
Nei venti anni tra il declino dei partiti antisemiti e la prima guerra mondiale si ebbe l'età aurea della sicurezza: l'imperialismo e l'espansione economica divennero le sole materie di cui si occupassero i politici (e in grado di far presa sulle masse); nessuno sembrava accorgersi dell'imminente collasso delle strutture politiche tradizionali, e l'antisemitismo politico si sciolse come neve al sole; si tramutò nell'astio che il medio borghese provava per l'ebreo banchiere, membro della ricca élite a cui sognava di appartenere.
Il mondo accetta difficilmente l'idea che l'uguaglianza non spetti a tutti gli uomini come ad esseri uguali tra loro, bensì a tutti gli uomini in quanto esseri diversi ma di pari dignità. L'esempio più clamoroso si ha con gli ebrei: quando fu loro accordata l'emancipazione, fu sempre nei confronti di persone fuori dall'ordinario, e sempre da parte di ristretti gruppi di intellettuali. Questi ultimi trattavano l'ebreo come proprio pari non perché ritenessero ogni uomo pari all'altro, ma perché ottima dimostrazione di come potessero esserci uomini normali e degni di stima anche all'interno della categoria dei diversi: l'ebreo si distingueva come essere sollevatosi dalla misera base. E, nel caso dei salotti parigini, si aggiungeva una morbosa attrazione verso lo sporco, l'indegno, che nell'ebreo trovava il suo apice; non cambiava pertanto l'idea che si aveva degli ebrei, quanto il modo di rapportarsi agli stessi. Durante tutto il XIX secolo, l'ebreo non cercherà di prendere coscienza della figura di paria del suo popolo e modificarla, bensì di diventare egli stesso un parvenue, ciò che non si è, mediante l'accettazione nei salotti bene.
Alla fine del 1894 Alfred Dreyfus, ufficiale dello stato maggiore francese, ebreo, viene accusato di aver venduto informazioni militari alla Germania. Il solo ufficiale dell'esercito convinto della sua innocenza, Piquart, viene trasferito a un incarico ad alto rischio in Tunisia (1896); da qui scoprirà che Dreyfus è stato incolpato per via di una maldestra falsificazione ad opera dell'ufficiale francese Walsin Esterhazy e lo comunicherà al senato nel 1897. Nel teso clima di fine secolo questo processo dividerà la popolazione in una lotta tra conservatori e radicali (antidreyfusards e dreyfusards): ogni processo in quegli anni era guardato come la conferma o meno dell'avvenuta uguaglianza, e la situazione era complicata dall'antisemitismo seguente il fallimento della compagnia del Canale di Panama. Persa completamente la fiducia nello stato, la media borghesia colpita dalla crisi reclamava la "mano forte" ed antichi valori: esattamente le doti che esercito e clero (i gesuiti in special modo) proclamarono proprie, cavalcando l'ondata di sdegno e antisemitismo nella speranza di poter ripristinare la monarchia. Furono avversati e sconfitti, oltre che da Piquart, da illustri personaggi come Émile Zola e Georges Clemenceau: questi ultimi pubblicando articoli e guidando manifestazioni - sebbene fatti oggetto di agguati alle proprie abitazioni - costrinsero l'esercito quantomeno a congedare Esterhazy con disonore e si batterono per la revisione del processo, la quale avvenne in tutta furia nel 1899 (non discolpando Dreyfus ma concedendogli la grazia, per evitare ulteriori disordini durante l'esposizione universale di Parigi del 1900). 
Divenuto primo ministro, Clemenceau nel 1906 fece discolpare Dreyfus dalla corte di cassazione.

### L'imperialismo
L'imperialismo fu la naturale valvola di sfogo per capitali e uomini superflui: le aziende operanti sui mercati nazionali - ormai saturi – necessitavano di impiegare in qualche modo i capitali accumulati negli anni, mentre allo stesso tempo decine di migliaia di persone - rese superflue al mercato del lavoro dalle continue migliorie ai processi di produzione – necessitavano di impiego. Come nella rivoluzione francese il feudalesimo fu abbattuto prima nelle regioni in cui era meno forte (il popolo non tollera chi non contribuisce alla società; un signore feudale senza poteri ma ancora ricco diventa estremamente superfluo, esattamente come un capitalista che non offre un lavoro), era facile prevedere che si sarebbero potute verificare tensioni per via di queste due classi. L'apparente uovo di colombo fu l'espansione delle industrie sulle colonie: per la prima volta era la borghesia, il capitale, ad espandersi per proprio conto in terre straniere.
Prima dell'imperialismo le teorie razziali avevano valenza di semplici opinioni, e come tali confutabili; è solo con l'imperialismo che queste ultime diventano vere ideologie, cioè singole ipotesi con cui si riesce a spiegare qualsiasi aspetto della vita.
La razza e la burocrazia divennero i pilastri dell'espansione imperialista. Solitamente si usava colonizzare una terra nel caso essa fosse stata ricca e scarsamente abitata, o impiantarvi una stazione marittima nel caso mancassero questi due requisiti. Nel Sudafrica gli olandesi attuarono la seconda opzione, usandolo come base per l'India per poi dimenticarsi dei propri uomini una volta aperto il canale di Suez; questi ultimi erano i Boeri, o Afrikaner, che si erano garantiti la sopravvivenza in terre così ostili sfruttando la propensione delle popolazioni autoctone a crederli esseri superiori per renderli schiavi. Quando in Sudafrica si scoprirono miniere di diamanti e folle di nobili avventurieri inglesi e scarti della società vi si riversarono, a contatto con i boeri ne mutuarono il razzismo; la madrepatria scoprì così che era possibile usare la sola forza bruta per assicurarsi il controllo di una popolazione. Il controllo istituzionale era invece affidato alla burocrazia imperialista: il primo e più fulgido esempio di questa fu l'inglese Lord Cromer.
I "panmovimenti", attivi già dal 1870 (vedasi il partito pangermanista di Schonerer) con l'avvento dell'imperialismo iniziano a farsi violenti: Se i paesi con sbocchi sul mare si arrogano il diritto di espandersi negli altri continenti, i panmovimenti reclamano il diritto di annettere le terre loro confinanti; a differenza dell'imperialismo d'oltremare, in questo imperialismo continentale non è il capitale il motore ultimo delle azioni, quanto “un'ampliata coscienza etnica” e un nazionalismo tribale: l'idea che il proprio popolo fosse eletto da Dio al dominio, e che solo la divisione lo impedisse. Pangermanisti e panslavisti facevano affidamento sulle frustrazioni dei popoli che non avevano un proprio stato o non erano rappresentati; quando invece lo avevano – come i pangermanisti tedeschi – fidavano sulla frustrazione del popolo per non poter partecipare al banchetto dell'imperialismo d'oltremare. Crocevia di queste pulsioni fu l'Impero austro-ungarico, dilaniato da pangermanisti austriaci e panslavisti ungheresi. Come già accennato prima, entrambi i movimenti erano intrisi di antisemitismo – come naturale, dato il loro odio nei confronti dello stato e l'identificazione dell'ebreo con questo – che sfogavano in violente azioni contro le comunità ebraiche: il loro assoluto disprezzo per la legalità era mutuato dall'arbitrarietà propria dell'Impero austro-ungarico e dell'Impero russo, i quali non si facevano eccessivi scrupoli a disprezzare le proprie stesse leggi. I panmovimenti non riuscirono mai a sovvertire l'ordine nazionale, ma sfruttando bene la mancanza di fiducia del popolo nei confronti dei partiti tradizionali - corrotti o impossibilitati ad agire per il bene della popolazione - evidenziarono come lo stato nazionale non avesse mai risposto alle esigenze della popolazione.
Dopo la prima guerra mondiale quel che restava dell'Impero austro-ungarico fu diviso in stati, ovviamente a loro volta suddivisi in minoranze (date le peculiari caratteristiche dell'Europa dell'est). Senza l'oppressiva burocrazia dell'impero, cade il mito dell'unione tra Stato (organo di governo) e nazione (popolo): dalla rivoluzione francese in poi si era sempre dato per scontato che il primo fosse diretta espressione del secondo, e il conferire i diritti umani ai propri cittadini avrebbe significato conferirli a tutto il popolo. In un contesto in cui non si poteva neanche definire un popolo come numericamente prevalente sull'altro (Cecoslovacchia, ad es.) e gli apolidi si erano affacciati sulla scena, si presentava il problema di cosa farne: non era possibile naturalizzarli in blocco, né dare asilo politico alle masse; rimpatriarli era impossibile perché non desiderati.

## Il totalitarismo
Il regime totalitario, basato sul moto perpetuo, viene dimenticato in fretta quando quest'ultimo si arresta: basato sulle masse, deve fare i conti con la volubilità naturale di queste ultime, specie se private dell'influenza del regime. La massa, a differenza della plebe, non è una caricatura della borghesia: è il risultato del crollo di ogni classe sociale dovuto alla disoccupazione e alla miseria; è lo specchio di ogni classe sociale che non esiste più. La massa è amorfa nei confronti della vita e sfiduciata nei confronti del sistema dei partiti: in quest'ultimo ogni partito rappresentava una classe sociale, della quale i membri del partito si occupavano per difenderne gli interessi mediante la politica; così facendo, essi lasciavano agli altri appartenenti alla stessa classe la possibilità di condurre una vita apolitica. Alla caduta delle classi sociali i partiti tradizionali non rappresentarono più nulla se non la volontà di tenere in piedi il vecchio sistema; ma chi lo avrebbe voluto, in un sistema che fino ad allora aveva garantito solo miseria e alienazione? Cade quindi un altro mito della rivoluzione francese: che tutto il popolo si interessasse della politica, e chi non lo facesse fosse solo una minoranza (o se anche maggioranza, sarebbe stata irrilevante, semplice sfondo). Il totalitarismo necessita di masse senza la scintilla dell'individualità (ottimo motivo per cui si può definire il primo movimento antiborghese).
Come le masse, gli intellettuali appoggiavano i movimenti totalitari: essi avevano rifiutato il vecchio sistema basato sulle classi sociali prima che queste ultime sparissero, e avrebbero salutato con gioia qualsiasi cosa significasse un netto cambiamento rispetto al passato. Se le masse ammiravano Hitler come loro campione (un diseredato come loro), gli intellettuali lo ammiravano come estremo sovvertimento dell'ordine costituito: un plebeo gretto, meschino ma almeno schietto, posto al comando della nazione avrebbe messo in riga tutti i politicanti borghesi gretti e meschini quanto lui, ma fondamentalmente ipocriti. Al trionfo, Hitler li liquiderà, come è ovvio: un intellettuale è pur sempre un'espressione di individualità. La stessa cosa accadde nella Russia bolscevica, con maggiore ferocia se possibile. Una intera generazione di artisti, scrittori, registi, pensatori e poeti fu sterminata dal regime. Si salvò solo chi ebbe modo di fuggire facendosi esule, o di diventare invisibile in patria.
Plebe ed élite, quindi, seguono naturalmente il movimento totalitario; la massa, invece, va prima convinta: a questo pensa la propaganda. Essa serve sia per le masse non totalitarizzate, che per il mondo esterno, che per i membri del partito non ancora totalitari. Con essa si propugna l'ideologia, per mezzo del terrore (che è coadiuvante della propaganda, ma anche motore del movimento) e, in misura minore, della scienza. Una volta raggiunto il potere la propaganda viene sostituita dall'indottrinamento. L'abilità propagandistica dei nazisti non fu frutto di belle parole o dell'invenzione di nuovi concetti: essi scelsero tra le teorie già esistenti quelle che facevano più presa sulla massa (come l'antisemitismo). Il campo in cui invece furono realmente originali fu l'organizzazione: il nazismo era strutturato come un'organizzazione a strati. I frontisti erano i meno totalitari, poi venivano i membri del partito, poi le gerarchie più alte del partito, eccetera. Questo è dovuto all'ideologia: il nazismo proclama di avere contro (e dover combattere) tutto il mondo: agli occhi di chi sta più in alto nella scala gerarchica, lo strato immediatamente precedente è il mondo non totalitario. Questa organizzazione vale in due sensi: conforta i membri del partito, e fa vedere alle masse ancora non totalitarizzate il lato meno estremo dei nazisti. Altra peculiarità nazista fu il duplicare qualsiasi organizzazione statale: formazioni paraprofessionali di medici, avvocati e quant'altro. Questo gli permise di sostituire rapidamente tutto l'apparato statale con uomini di fiducia, oltre che far sentire ogni ramo della società rappresentato nel nazismo. Al centro di tutto c'è il capo, ultimo strato dell'organizzazione, che si assume ogni responsabilità per quello che fanno i suoi uomini. Così facendo difende il movimento dall'esterno e allo stesso tempo (prendendosi le responsabilità di tutti) fa in modo che la vittima del terrore nazista non sappia da chi venga l'ordine (se non dal capo, un'entità irraggiungibile). È quindi una organizzazione simile a quella delle società segrete: gerarchie secondo il grado di devozione e potere accentrato. Inoltre essa è caratterizzata da un'iniziazione e un rituale: la prima fu messa in atto con l'esame della razza, il secondo con l'adunata oceanica.
Una volta conquistato il potere, il regime consegna il potere ai suoi duplicati dell'autorità; ogni organizzazione tradizionale, come lo stato stesso, perde di valore e vi vengono confinati i meno utili alla causa. Il potere non è dello stato ma del partito: tanto più un'istituzione è in vista, tanto meno potere ha; chi conta è colui che è meno in vista, e questi a sua volta non fa che il volere del capo, essenziale al movimento. L'immensa macchina burocratica che si viene a creare ha ragion d'esistere solo perché il nazismo ragiona in termini non utilitaristici: lo spreco di denaro e le sovrapposizioni di ruoli sono giustificabili di fronte all'ideale razziale, specialmente se guardate come fastidi momentanei in una futura storia millenaria. La sicurezza del dominio futuro si nota anche dall'applicazione di leggi retroattive nei paesi conquistati: si punisce chi non si è attenuto alla legge del Fuhrer quando è stata proclamata; era già in vigore anche nel proprio paese, mancavano solamente gli uomini (i soldati della Wehrmacht) incaricati di farla rispettare.
Il duplicato più importante è la polizia segreta: conquistato il potere, il movimento devia i fondi della polizia segreta ufficiale a favore della propria; quest'ultima all'estero prepara il terreno per il futuro dominio, mentre all'interno si occupa del nemico oggettivo: poiché un regime totalitario si basa sul moto perpetuo, una volta cessati i focolai di resistenza ha bisogno di un altro nemico contro cui scagliarsi, possibilmente un nemico che possa essere ritenuto tale dal mondo esterno, come gli ebrei, o la borghesia occidentale. Questi ultimi sono i nemici oggettivi, quelli la cui colpevolezza è provata: sono colpevoli di non essere desiderati. Alla Gestapo, pertanto, sarà accordata più fiducia che a una qualsiasi polizia segreta ufficiale: non avrà mai il compito di scoprire chi trama contro il regime, né avrà potere di ignorarli o favorirli. Sarà semplicemente la prima a sapere, dopo il capo, chi deve essere ucciso. Non esistendo più la fase investigativa, il sospetto di reato viene sostituito dal delitto possibile: chiunque abbia la possibilità di fare qualcosa contro il regime è riconosciuto colpevole; Iosif Stalin utilizzerà questo concetto facendo epurare tutte le cariche del partito con sufficiente autorità per preparare un colpo di Stato, ad esempio. Questi concetti vengono abbandonati solo al raggiungimento del completo totalitarismo: da qui, le vittime verranno scelte a caso, nella negazione suprema della libertà: il regime non consente di scegliere neppure se diventare colpevole o meno; non consente di scegliere il suicidio in quanto - dopo anni di condizionamento atto a cancellare l'individualità – il condannato non ha neppure più la volontà per farlo. Se avesse conservato parte della propria personalità, quest'ultimo sa che sarebbe un gesto inutile: il proprio suicidio non ispirerebbe nessuno alla ribellione, perché nessuno saprebbe neppure del suo martirio. Nel regime nazista la gente non muore, sparisce dal mondo, mediante l'eliminazione delle condizioni necessarie al ricordo e di chi potrebbe ricordare. Nella Russia bolscevica era una pratica consolidata già all'inizio degli anni trenta, quando erano stati creati i gulag (campi di lavoro forzati), e si daranno perfino casi di carestia di massa provocate dal partito al potere per piegare stati satelliti restii.
Per i partiti totalitari il campo di concentramento è un laboratorio per l'annientamento della personalità, prima ancora che per lo sterminio. In questo ambiente completamente chiuso al mondo non totalitario, il prigioniero vede solo inumani esecutori. Non ha contatti con altre categorie di detenuti a parte la propria, né finisce mai nel lager per qualche motivo: chi compie un reato finisce in carcere, e solo quando avrà scontato la pena prevista dalla legge sarà deportato, di modo che sia chiaro che non finisce lì per propria scelta; non perché ha scelto di essere contro il regime e agire di conseguenza, ma perché il regime ha scelto di essere contro di lui. Non a caso il criminale è praticamente il solo a poter diventare kapò: proprio perché sa di essere quantomeno indesiderabile, trova un motivo per spiegare la propria deportazione. Compiuta la distruzione dell'uomo come soggetto di diritto, si passa ad annullare la personalità morale: si rende impossibile il martirio non permettendo a nessuno di venirne a conoscenza, né è possibile morire per conto proprio piuttosto che aiutare il regime; ad esempio, si viene posti di fronte alla scelta se aiutare la rivoluzione tradendo amici che cospirano o non aiutarlo lasciandoli cospirare, ma facendo così condannare la propria famiglia. 
Una volta distrutta la personalità morale, dell'essere umano rimane solo l'individualità, la consapevolezza di essere unico; ma venendo quest'ultima in larga parte dalle proprie scelte e convinzioni morali, quel che ne rimane è solo la conoscenza del proprio nome e del proprio modo di reagire alle condizioni in cui ci si trova. Nulla che un numero di serie e un trattamento ugualmente umiliante (come la deportazione nudi nei carri bestiame) per tutti non possa cancellare. Il nazismo nel lager riduceva l'uomo a un fascio di nervi - né più né meno che una bestia - per imparare e riprodurne il più possibile i risultati sui propri cittadini. Si direbbe una menzogna affermando che il nazismo fosse più avverso agli ebrei che al popolo tedesco: esso era ugualmente contro ogni forma dell'essere umano; non voleva far sì che il popolo tedesco conquistasse il mondo, quanto riorganizzare la natura umana. Come già stava accadendo nella Russia comunista, dove si teorizzava e praticava la teoria della creazione del cosiddetto Uomo Nuovo.

## Popolarità e citazioni successive
Dopo la pubblicazione di Le origini del totalitarismo Hannah Arendt "era diventata una celebrità negli Stati Uniti. Era considerata dall’opinione pubblica ma anche negli ambienti di una certa intellighenzia, una pensatrice che aveva contribuito in modo radicale a definire la specificità del fenomeno totalitario". Di conseguenza, "storici e politologi di tutto il mondo hanno negli ultimi decenni, soprattutto dopo la pubblicazione, nel 1951, della prima edizione delle Origins of Totalitarianism di Hannah Arendt, teorizzato, studiato e discusso ampiamente gli specifici caratteri e il significato più generale del moderno «totalitarismo», con particolare riferimento alle esperienze nazista, stalinista e fascista".
Colpirono il grande pubblico le modalità con cui aveva illustrato «il “terrore” totalitario che comincia col “disporre” i corpi delle vittime promesse allo sterminio di massa attraverso un triplice annichilimento della loro umanità: come persona giuridica, come persona morale e come individualità differenziata». Una delle questioni più
angoscianti sollevate dall’olocausto apparve, dalla lettura del testo, "l’attribuzione della responsabilità per
gli orrori avvenuti e non solo la responsabilità degli autori – cioè di coloro
che diedero gli ordini e di coloro che obbedirono agli ordini – ma anche di
tutti i cosiddetti ‘spettatori’, che attivamente o passivamente sostennero i
nazisti".

## Edizioni italiane
- Hannah Arendt, Le origini del totalitarismo (sulla III ed., 1966), traduzione di Amerigo Guadagnin, Collana Saggi di cultura contemporanei n.69, Milano, Edizioni di comunità, I ed. 1967.
- Le origini del totalitarismo, introduzione di Alberto Martinelli, Milano, Edizioni di Comunità, 1989.
- Le origini del totalitarismo, introd. di Alberto Martinelli, con un saggio di Simona Forti, Collana Biblioteca n.8, Edizioni di Comunità, 1999.
- Le origini del totalitarismo, Collana Biblioteca n.179, Torino, Einaudi, 2004, ISBN 88-06-16935-1.
- Le origini del totalitarismo, Collana Piccola Biblioteca.Nuova serie n.459, Torino, Einaudi, 2009, ISBN 978-88-06-20064-0.